# Mortsel-Oude-God
Mortsel-Oude-God (ned: Station Mortsel-Oude-God) – stacja kolejowa w Mortsel, w prowincji Antwerpia, w Belgii. Znajduje się na linii Bruksela - Antwerpia. Stacja znajduje się naprzeciwko ratusza częściowo w tunelu Mortsel, pod placem dworcowym, między Statielei i Liersesteenweg.

## Budynek dworca
Budynek dworca został zbudowany w stylu modernistycznym z żółtej cegły, ze stylizowanym logo B na ścianie budynku. Architekt nie jest znany, ale wpływy architekta Henry van de Velde były widoczne.
Obecny budynek dworca został zbudowany w 1974 roku w ramach koncepcji parasol (duże zadaszenie obejmujące cały budynek stacji). Architekci Dirk Servaes i Johan Beyne byli odpowiedzialny za projekt stacji.
Od 28 czerwca 2013, kasy tej stacji są zamknięte. 

## Linie kolejowe
- 25 Bruksela - Antwerpia

## Połączenia
W Tygodniu
| Typ pociągu | Trasa                                | Takt |
| ----------- | ------------------------------------ | ---- |
| IC 22       | Essen - Antwerpia - Bruxelles-Midi   | 1x/h |
| IC 31       | Antwerpia Centralna - Bruxelles-Midi | 1x/h |

Weekend
| Typ pociągu | Trasa                                              | Takt |
| ----------- | -------------------------------------------------- | ---- |
| IC 22       | Binche - Bruksela - Antwerpia Centralna            | 1x/h |
| IC 31       | Charleroi-Central - Bruksela - Antwerpia Centralna | 1x/h |
| L           | Antwerpia Centralna - Bruxelles-Midi               | 1x/h |

## Galeria

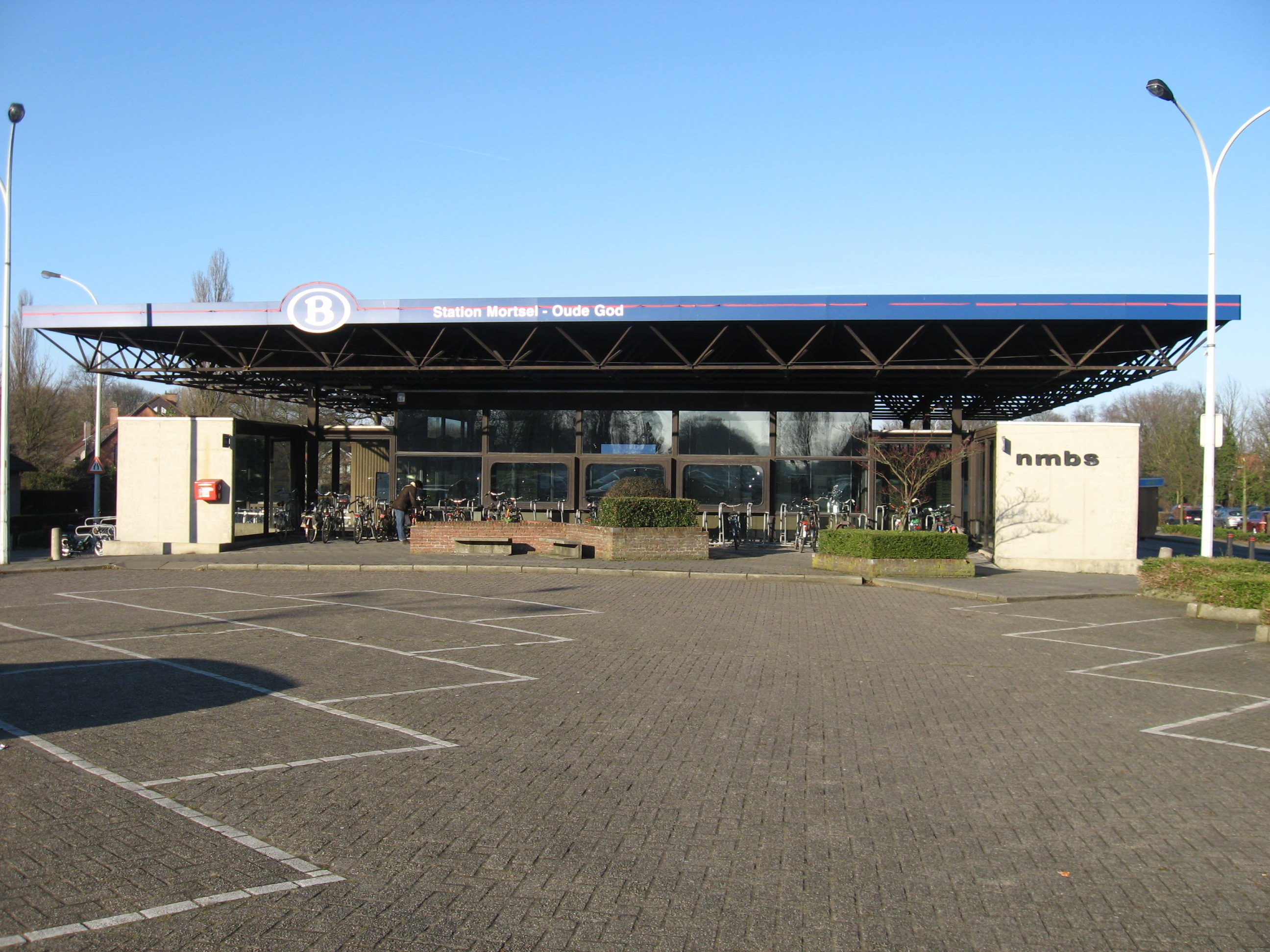
Morsel-Oude-God 2009